# Назор, Владимир
Влади́мир На́зор (хорв. Vladimir Nazor; 30 мая 1876, с. Постира, о. Брач, Хорватия (тогда в составе Австро-Венгрии) — 19 июня 1949, Загреб) — хорватский писатель, поэт, переводчик, государственный и общественный деятель, участник югославского партизанского движения.

## Биография и творческий путь

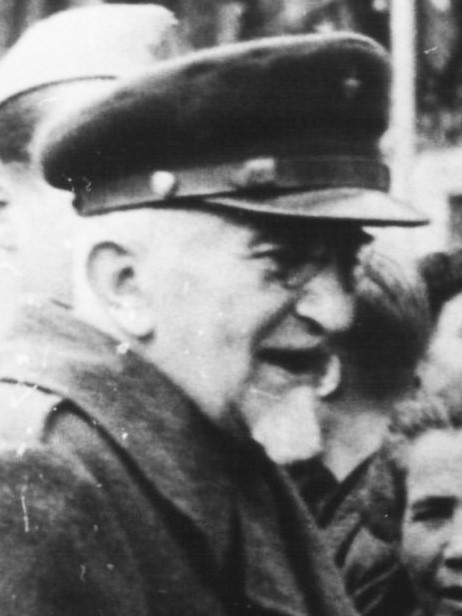
Назор в 1944 году

Родился 30 мая 1876 года в городке Постира на острове Брач. Учился в Грацском и Загребском университетах. В 1898—1931 годах учительствовал.
Во время Второй мировой войны 30 декабря 1941 года стал членом Хорватской академии наук и искусств согласно правительственному декрету, но в 1942 году сбежал из Загреба вместе с поэтом Иваном Гораном Ковачичем в лодке по реке Купа — это бегство отражено в его поэме «Лодка на Купе» (Čamac na Kupi) — и присоединился к югославским партизанам. Активно участвовал в народно-освободительной войне народов Югославии, в 1943 году был избран первым председателем Земельного антифашистского веча народного освобождения Хорватии, в 1945—1949 годах — председатель Президиума Сабора Социалистической Республики Хорватии.
В поэтических сборниках «Славянские легенды» (Slavenske legende, 1900), «Живана» (Živana, 1902), «Хорватские короли» (Hrvatski kraljevi, 1912), «Новые песни» (Nove pjesme, 1912), поэме «Медведь Донник» (Medvjed Brundo, 1915), сборнике «Истрийские рассказы» (Istarske priče, 1913) Назор, используя образность и символику древнеславянской истории, мифологии, утверждал величие славянства.
Из прозаических произведений Назора посвящены воспоминаниям: «Рассказы из детства» (Priče iz djetinjstva, 1924), сборник «Рассказы с острова, из города и гор» (Priče s ostrva, iz grada i sa planine, 1927).

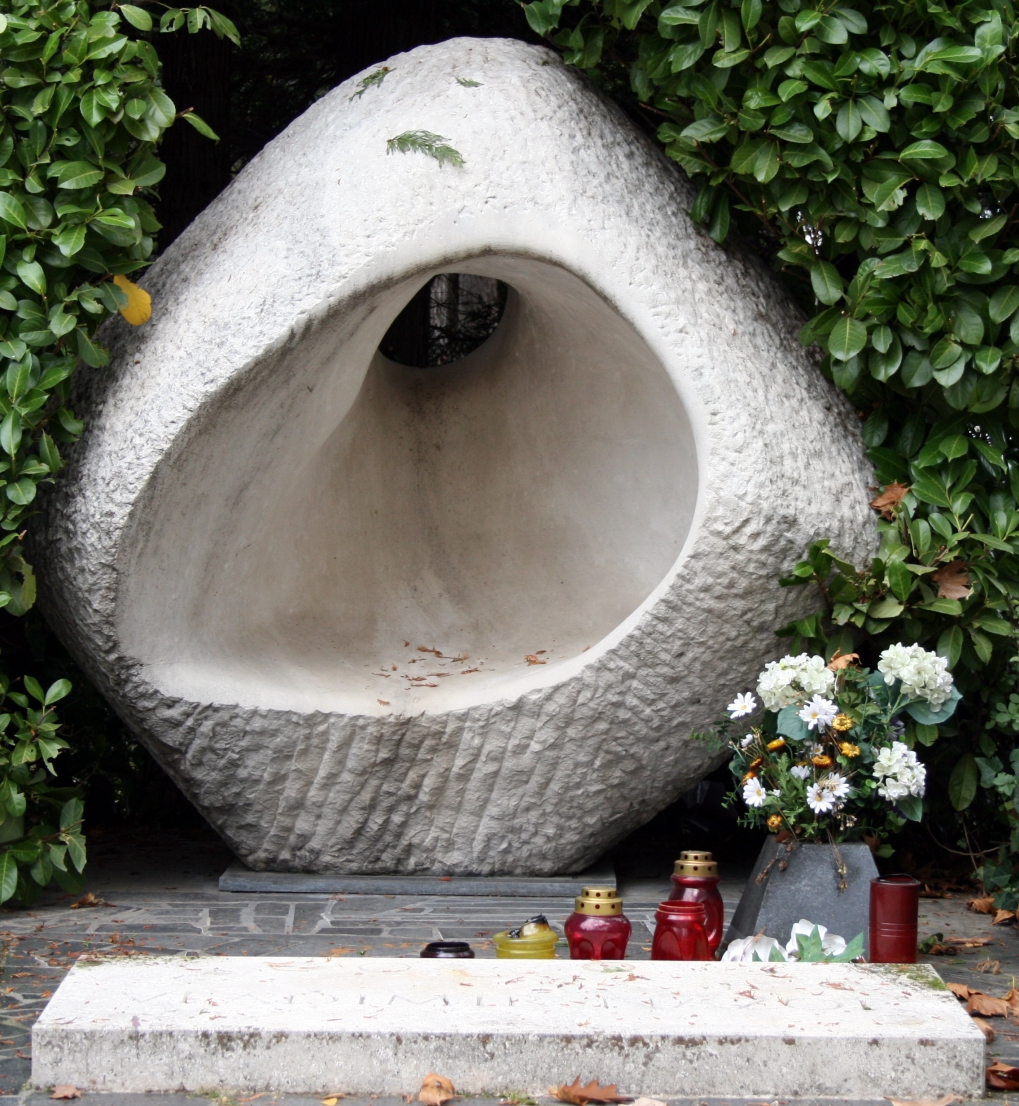
Могила писателя

Антифашистской борьбе посвящён историко-аллегорический роман «Пастор Лода» (Pastir Loda, 1938 — 46, повесть «Партизанка Мара» (Partizanka Mara, 1946), дневник «С партизанами» (S partizanima, 1945).

В целом творчество Назора, охватывая значительный во времени период 1-й половины XX века, состоит из более чем 500 стихотворений и принадлежит к выдающимся явлениям хорватской литературы; стилистика писателя варьировала от романтизма, авангарда и модерна до соцреализма.

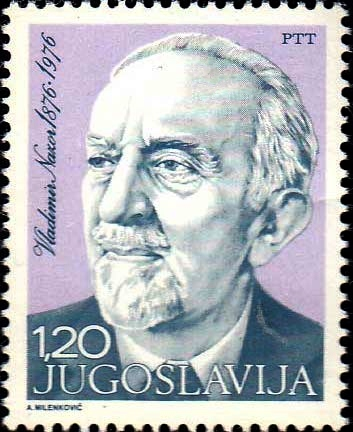
Почтовая марка СФРЮ

Владимир Назор разговаривал на нескольких языках и переводил с итальянского, немецкого, французского, английского языков («Божественная Комедия» Данте, Гёте, Гюго, Шекспир и др.).
Скончался 19 июня 1949 года в Загребе, похоронен на Мирогое. С 1959 года высшая государственная премия в области искусств в Хорватии называется в честь Владимира Назора.
Произведения Назора также активно переводились на венгерский, итальянский, русский языки.